# Mobiel banditisme
Mobiel banditisme is een verzamelnaam van verschillende vormen van criminaliteit zoals (winkel)diefstal, zakkenrollerij, woning- voertuig- of bedrijfsinbraak, fraude en metaaldiefstallen, waarbij de dadergroepen op steeds wisselende locaties, en meestal internationaal, actief zijn. De mobiele bandieten maken gebruik van veel grensoverschrijdingen om zo de pakkans door de politie te verkleinen. Mobiel banditisme is geen zelfstandig delict en staat bijvoorbeeld ook niet als zodanig genoemd in het Nederlandse wetboek van strafrecht.
Mobiele bandieten kunnen van over de hele wereld komen maar sinds de val van de muur en het openstellen van de grenzen door de verdragen van Schengen zijn met name landen uit midden- en Oost-Europa oververtegenwoordigd in deze criminaliteitsvorm.
De Nederlandse overheid heeft de aanpak van mobiel banditisme in de veiligheidsagenda benoemd als een van de prioriteiten voor 2019 tot en met 2022.
Verschillende Europese landen en Europol werken samen in de aanpak van mobiel banditisme, onder andere binnen EMPACT (European multidisciplinary platform against criminal threats).